# یک عاشقانه تصادفی
«عشق اصیل هندی» (به هندی: Shuddh Desi Romance) یک فیلم هندی در سبک کمدی رمانتیک است که در سال ۲۰۱۳ منتشر شد.

## موضوع فیلم
فیلم داستان مرز بین «عشق»، «جذابیت» و «تعهد» را روایت می‌کند. سه جوان در هند در حال تغییر، تلاش می‌کنند ارتباط این سه مفهوم را نسبت به یکدیگر پیدا کنند…